# مظفر رضایی
مظفر رضایی (از اهالی خدابنده زنجان، درگذشت ۱۳۲۵ خورشیدی، آذربایجان، ایران) معروف به نایب مظفر و سلطان مظفر، در یادمان‌ها سرگرد مظفر رضایی، ملی‌گرا، آزادی‌خواه و بعدها افسر و فرمانده ژاندارمری ایران در زنجان در طی اشغال ایران در جنگ جهانی دوم و از فرماندهان ایرانی در مقابل اشغال در غائله آذربایجان بود. او تا لحظه مرگ نگذاشت زنجان تحت تصرف نیروهای تجزیه طلب قرار بگیرد. پس از مرگ به خاطر خدمات و کشته شدن به او درجه سرگردی اعطا شد.

## زندگی

### زندگی اولیه
مظفر رضایی، برادر احمد رضایی (فرمانده ژاندارمری زنجان)، یحیی رضایی(از افسران شهربانی)، عالمتاج رضایی (نقاش) و برادر همسر عین‌الله محمودی همدانی بود. 
براساس اسناد مجلس شورای ملی، او، همانند سایر اعضای خانواده، زاده قروه درگزین بود و در منطقه خدابنده زندگی می‌کرد.
مظفر در دوران اشغال ایران در جنگ جهانی اول و قحطی ۱۲۹۸–۱۲۹۶ ایران حضور داشت و در همان زمان به خاطر حفاظت از ایران و مقابله با استعمارگران، با وساطت خویشاوندان و پس از برادر به ژاندارمری ایران با پیوست.

### غائله آذربایجان

#### پیش زمینه
زنجان در جنگ جهانی دوم از اهمیت فوق‌العاده‌ای برای متفقین برخوردار بود درنتیجه حریم هوایی زنجان در ۳ شهریور ۱۳۲۰شمسی شکسته شد و هواپیماهای جنگی شوروی شهر زنجان و شماری دیگر از شهرهای شمالی ایران را بمباران کردند. زنجان از چند جهت برای نیروهای متفقین اهمیت داشت، زنجان محل تلاقی دو گروه اصلی نیروهای شوروی بود که از سمت رشت و تبریز به سمت ایران اعزام می‌شدند و آذوقه آن‌ها نیز از زنجان تأمین می‌شد. دلیل دوم زنجان دروازه آذربایجان محسوب می‌شد و به دلیل داشتن جاده و راه‌آهن سریع‌ترین و مطمئن‌ترین راه برای رساندن کمک‌های متفقین به شوروی محسوب می‌شد.

مقاله‌ای چاپ شده زیر نظر فرقه دموکرات آذربایجان؛ در این مقاله دموکرات مدعی شده‌اند که ترک‌ها از تبار مادها هستند.

پس از متارکه جنگ با ژاپن در ۲ سپتامبر ۱۹۴۵، ایران به علاقه شوروی به جنبش آذربایجان و موارد تکراری دخالت در استان، اعتراض کرد و مورد بی اعتنایی شوروی قرار گرفت که فقط نامه مجددی در خصوص تقاضای امتیازات نفتی فرستاد. شوروی‌ها در پاییز در مناطق کلیدی تسلیحات توزیع کردند و در اکتبر و نوامبر از خیزش‌های وسیع در سراسر استان حمایت کردند. وقتی بریتانیا و روسیه ایران را در ۱۹۴۱ اشغال کردند، بریتانیایی‌ها مهمات ارتش ایران را در تهران به غنیمت گرفتند. وقتی شوروی‌ها نسبت به اسلحه‌های درون آن ابراز تمایل کردند، بریتانیایی‌ها آن را بهشان دادند ولی شماره سریالشان را ضبط کردند. اسلحه‌های جمع‌آوری شده از فداییان در تبریز پس از سقوط جمهوری دموکرات تقریباً در همه موارد با آن‌هایی که به ارتش سرخ تحویل داده شده بود مطابقت می‌کرد. وقتی ژاندارمری ایران سعی کرد بر شورشیان تازه مسلح شده تسلط یابد شوروی‌ها ایجاد مشکل کردند و مجبورشان کردند کنار بروند. همه مسیرهای اصلی ورودی به استان تا ۱۹ نوامبر به تسخیر فرقه دموکرات درآمد؛ ارتباطات قطع شد و شوروی‌ها ۱۵۰۰ نیروی ایرانی را در قزوین متوقف کردند. تبریز تا ۱۰ دسامبر در دست فرقه دموکرات بود؛ کمی بعد یک مجمع ملی تازه افتتاح شده و دولت خودمختار آذربایجان با نخست‌وزیری پیشه‌وری اعلام موجودیت کرد. در ۱۵ دسامبر، قاضی محمد یک قاضی موروثی و رهبر مذهبی مهاباد جمهوری مهاباد را برپا کرد.

#### مقاومت زنجان
در پایان مارس ۱۹۴۵، نیروهای شوروی، زنجان، را ترک کردند. در یکم آوریل (۱۲ فروردین)، شاهی، میانه و در دوم آوریل، بندرشاه از نیروهای شوروی تخلیه شد. در همان روز موتولف، تلفنی به باقراف دستور داد که پیشه‌وری را برای گفتگو با نمایندگان تهران و دادن امتیاز مورد انتظار آماده کنند و نمایندگان شوروی در تبریز با وی به تفاهم برسند.
هنگامی که ارتش به سوی آذربایجان حرکت کرد دولت شوروی که نمی‌خواست در آن شرایط جهانی آتش جنگ در پیرامون مرزهایش افروخته شود و ضمناً اطمینان زیادی هم به قدرت نظامی و جنگی فرقه نداشت، به رهبران فرقه توصیه کرد از جنگ و مقاومت خودداری کنند و از در مدارا با دولت و ارتش اعزامی درآیند. پیشه‌وری که نمی‌توانست چنین وضعی را تحمل کند استعفا داد و بیریا به جای او به رهبری فرقه منصوب شد. خبر استعفای پیشه‌وری و عزیمت او به خارج همراه با اخبار وحشتناکی از رفتار مخالفان فرقه در زنجان و میانه با فداییان و اعضای فرقه می‌رسید، ترس و هراس را در دل‌های اینان به حد نهایت رساند و عزیمت آنان به سوی مرزهای شوروی آغاز شد. اینک فرصتی که عمال سر سپردهٔ قوام و شاه و دشمنان دیگر فرقه‌ای‌ها و به ویژه اراذل و اوباش و دزدان و غارتگران منتظر آن بودند فرا رسیده بود و پیش از آن‌که پای سربازان ارتش به تبریز برسد سیل خونی در کوچه‌های آن جاری شد.
مظفر زمانی که با درجه نائب یا ستوانی ژاندارمری، به مقابله با غائله آذربایجان می‌پرداخت، برادر خود، احمد را که فرمانده ژاندارمری زنجان بود، در طی یک توطئه از پیش برنامه ریزی شده از دست داد.
جهانشاه‌لو، رهبر دموکرات‌های زنجان که بنا به مشهور، سهم بزرگی در فجایعی که در زنجان رخ داد، از افرادی بود که برای تجزیه آذربایجان و الحاق زنجان به اتحادیه جماهیر شوروی تلاش کرد. 
در ۱۲ فروردین آیت‌الله مجتهدی در خاطرات خود نوشته است:
شایع است که در اطراف زنجان، زد و خورد بین دموکرات‌ها و ذوالفقاری‌ها شدت نموده‌است… از این قراین معلوم می‌شود که ولایت خمسه، زیر بار تسلط آذربایجان نمی‌خواهند برود.— احمدی، حمید (۱۳۸۱). «در آذربایجان چه گذشت؟؛ «رازهای سر به مهر، آشکار می‌شوند»». سیاسی-اقتصادی. تهران: اطلاعات (۱۸۱–۱۸۲): ۴۴–۶۱.

براساس سند ۷۱۰۹۴۰ مرکز اسناد مجلس شورای ملی ( امروزه کتابخانه ومرکز اسناد مجلس شورای اسلامی) مظفر پس از کشته شدن برادرش، احمد رضایی که پس از شکست‌های طرفداران سید جعفر پیشه‌وری و با حمایت ارتش سرخ در منطقه زنجان و ناتوانی ایشان در جهت تجزیه زنجان انجام شده بود، به فرماندهی ژاندارمری زنجان می‌رسد . او که پیشتر نایب (ستوان) بود، به جای برادر به درجه سلطانی (سروانی)، رسیده و به حفاظت از ایران می‌پردازد.

### مرگ
اما او هم پس از چند پیروزی و چیرگی بر نیروهای دموکرات و شورش کردها، پس از یک هفته بعد از مرگ برادر با توطئه‌ای توسط اطرافیان جهانشاه‌لو، رهبر دموکرات زنجان کشته می‌شود. در این مرحله نیروهای فرقه دموکرات آذربایجان، در شرایط بی‌فرماندهی ژاندارمری منطقه، زنجان را تصرف کردند. اگرچه، مدتی بعد، در آذر ۱۳۲۵ نیروهای نظامی شوروی از ایران خارج شدند که این امر یکی از بزرگ‌ترین عوامل تضعیف فرقه دموکرات گردید. پس از خروج نیروهای شوروی از ایران و همچنین فشارهای دولت‌های غربی، ارتش ایران و شورش مردم حکومت فرقه را برانداخت و بسیاری از رهبران و فعالان فرقه به شوروی گریختند و زنجان به ایران بازگشت.

## یادبود
براساس تصویب مجلس شورای ملی در جلسه ۳۰ تیرماه ۱۳۳۰ خورشیدی، مظفر رضایی که از افسران کشته شده ژاندارمری در غائله آذربایجان حساب می‌شد، یک درجه ارتقا یافت و به درجه سرگردی رسید.

## گالری

### نشان‌ها و مدال‌ها

مدال فر
نشان نوع اول لیاقت نظامی - درجه دوم
نشان جاوید
نشان سربلندی، اهدایی به خانواده
نشان آذرآبادگان، پس از مرگ
نشان درجه دو خدمت نظامی